# 러버사이즈
러버사이즈는 대한민국의 음악 그룹이다. 2021년 정규 앨범 《LVRSZ.COM》으로 정식 데뷔했다.

## 음반
- LVRSZ.COM (2021)